# Karl von Diringshofen
Karl Friedrich Alexander von Diringshofen (né le 11 juillet 1817 à Custrin et mort le 4 avril 1890 à Hanovre) est un lieutenant général prussien.

## Biographie

### Origine
Karl Friedrich Alexander von Diringshofen appartient à la branche de Sabow de sa famille originaire de la classe moyenne, mais est élevé au rang de noblesse impériale chevaleresque en 1649 Il est le fils du major prussien Karl Friedrich von Diringshofen (1766-1840) et son épouse Friederike Wilhelmine, née Karp (1776-1848). Le major-général Bernhard Alexander von Düringshofen (1714-1776) est un ancêtre direct.

### Carrière militaire
Diringshofen étudie à l'école communautaire de sa ville natale ainsi que le lycée de Friedrichswerder. Il est alors cadet à Potsdam et à Berlin. Il est nommé sous-lieutenant le 14 août 1834 dans le 1er régiment à pied de la Garde de l'armée prussienne.
Au début de la guerre de la Prusse contre l'Autriche, il est colonel et commandant du 48e régiment d'infanterie (pl), affecté à la 9e brigade d'infanterie dirigée par le général de division Gustav von Schimmelmann, qui est à son tour subordonnée à la 5e division d'infanterie. Immédiatement après le début de la guerre, il se distingue lors de la bataille de Gitschin et début juillet 1866 lors de la bataille de Sadowa, à tel point que le général de division von Schimmelmann le présente au roi Guillaume Ier le 9 août avec l'approbation urgente du prince Frédéric-Charles de Prusse pour l'attribution de l'Ordre Pour le Mérite. La proposition précise : « Il s’est montré prudent et de sang-froid. Il fut un brillant exemple pour ses subordonnés lors de la bataille de Jicin et de la bataille de Königgrätz. Lors de la bataille près de Jicin, le même […] s'est tenu aux côtés des compagnies lors des tirs de grenades et de fusils les plus violents et a encouragé l'équipe à rester ferme et calme. L’attaque ennemie fut brillamment repoussée. Avec l'ordre ministériel le plus élevé du 20 septembre 1866, le roi Guillaume décerne ensuite à Diringshofen la décoration demandée.
Lorsque la guerre contre la France éclate en 1870, il commande la 40e brigade d'infanterie, subordonnée à la 20e division d'infanterie. À ce poste, Diringshofen est promu major général le 26 juillet 1870. Il se distingue tellement dans diverses batailles que le major général von Kraatz-Koschlau le recommande pour les feuilles de chêne pour l'ordre Pour le Mérite le 18 janvier 1871. La proposition précise : « Ayant déjà rendu d'excellents services dans les combats des 15 et 31 décembre 1870 près de Vendôme et encore le 11 janvier, il brillait non seulement par sa bravoure personnelle, mais aussi dans l'attaque de l'infanterie sur les hauteurs devant Le Mans. géré personnellement et spécifiquement. Selon les déclarations unanimes des officiers supérieurs ennemis, etc. qui ont été faits prisonniers, il ne fait aucun doute que la suppression de cette hauteur [...] a à elle seule entraîné la décision de l'ennemi d'abandonner la bataille pour Le Mans. Guillaume Ier décerne à Diringshofen cette distinction avec la plus haute ordonnance du cabinet du 28 février 1871
Après la fin de la guerre, du 8 avril au 7 août 1873, il est commandé du 8 avril au 7 août 1873 pour remplacer le commandant de la 20e division d'infanterie en congé. Le 2 décembre 1873, Diringshofen est finalement nommé commandant de la 18e division d'infanterie et promu lieutenant général quelques jours plus tard. Il reçoit le 4 décembre 1879 le titre de Grand Commandeur de l'Ordre de la Maison Royale de Hohenzollern et reçoit une pension.

### Famille
Diringshofen se marie avec Ida Pauline Jentsch (1823-1901) le 18 avril 1843 à Plönzig, arrondissement de Pyritz. Le mariage donne naissance à trois fils, qui deviennent tous officiers de carrière et parmi lesquels Ernst (1849-1911) et Max (1855-1936) deviennent également généraux.